# 吕平
吕平（1913年—1977年），原名吕昌鼎，化名林星，浙江玉环城关人。中国共产党早期人物、中华人民共和国教育家。

## 生平
1936年至1937年，中共浙南委员会相继指派董仲升、黄耕夫抵达玉环筹建中共组织，并建立闽浙边抗日救亡干部学校。1936年12月，董仲升选派吕平去平阳山门的闽浙边抗日救亡干部学校学习。1938年3月，学校结束他返回玉环:36。1938年4月，在董仲升介绍下，吕平在玉环加入中国共产党。不久，董仲升组建中共玉环县支部，并担任书记，吕平担任委员。同年7月，中共温州中心县委书记黄先河派宣传部长林国挺到玉环，并改组玉环支部为中共玉环中心区委，董仲升仍任书记，吕平任组织委员:37。
1939年10月，中共台属特委派陈方汀到玉环，召开扩大会议，主张与国民党做斗争，遭到了董仲升的反对:48。陈方汀在返回特委后，要求改组玉环党组织，董仲升被调出玉环；并成立中共玉环县委，杨炎宾担任书记，吕平为组织部长。1940年4月，中共组织在玉环的形势继续恶化，杨炎宾被调离玉环，吕平担任书记。同年7月，国民党在浙南组织清乡，吕平请求撤销中共玉环县委。同年12月，改为中共玉环城区中心支部，隶属于中共乐清县委:48。
1941年2月，中共台属特委委员郑梅迪抵达楚门，恢复中共玉环县委，吕平再任书记，杨干为组织部长，郑梅欣为宣传部长。但由于玉环情况恶化，同年11月，杨干、郑梅欣返回乐清。1942年1月，中共台属特委再派叶龄银为玉环县特派员，吕平为玉环港南特派员:49。1943年底，吕平撤离玉环到四明山，继而北上山东。1943年10月，中共鄞奉县委决定成立中共鄞江区委，吕平任书记。1944年12月至1945年4月，担任鄞奉县大队栎社区武工队指导员。之后历任新四军团卫生队指导员、解放军第20军连指导员、20军后勤部机关党支部书记。朝鲜战争爆发后，他担任20军担架团政治处副主任。1957年5月至1977年5月，担任绍兴市第一中学第二校长，主持日常工作（校长为钱叔亮）。文化大革命期间受到迫害，被错定为“叛徒”，1977年去世。1979年1月平反:38。